# Ratko Lalić
Ratko Lalić (Dolipolje kod Visokog, 6. februar 1944 — Beograd, 8. avgust 2023) bio je srpski slikar.
Akademiju likovnih umetnosti i postdiplomske studije završio 1975. godine u klasi prof. Stojana Ćelića. Radio kao redovni profesor na Akademiji likovnih umetnosti u Sarajevu gde ga zatiče rat. Od 1992. do 1994. godine bio je redovni profesor na Akademiji likovnih umetnosti na Cetinju.
Sada je redovni profesor crtanja i slikanja na Fakultetu primenjenih umetnosti u Beogradu i na Akademiji likovnih umetnosti u Banjoj Luci.
Živio je i radio u Beogradu. Umro je 8. avgusta 2023. godine.

## Izložbe
Izlagao je na 50 samostalnih i 500 kolektivnih izložbi u zemlji i inostranstvu. Značajnije samostalne izložbe: Novi Sad, Likovni salon, Tribina mladih (1977); Sarajavo, Collegium artisticum (1978); Banja Luka, Umjetnička galerija (1978); Sarajevo, Umjetnička galerija Bosne i Hercegovine (1982/83); Zagreb, Salon galerije Karas (1982/83); Niš, Galerija savremene likovne umetnosti (1984); Beograd, Likovna galerija Kulturnog centra (1988); Sarajevo, Galerija "Roman Petrović" (1988); Podgorica, Galerija Omladinskog doma "Budo Tomović" (1990); Beograd, Međunarodni press centar (2000); Ljubljana, Galerija Dvorni trg (2000); Banja Luka, Galerija likovnih umjetnosti Republike Srpske (2002); Sremska Mitrovica, Muzej Srema (2005); Pariz, Kulturni centar Srbije i Crne Gore (2005); Pariz, Galerie Saint-Louis en L'ile (2005); Beograd, Galerija ULUS-a (2005); Mećavnik Grad (Kustendorf), Mokra Gora, Galerija "Anika" (2005).

## Nagrade
Ratko Lalić je za slikarsto dobio veliki broj najznačajnijih nagrada, između ostalih i: Veliku nagradu za slikarstvo iz Fonda Riste i Bete Vukanović (Akademija likovnih umetnosti, Beograd, 1973), Oktobarsku nagradu grada Beograda za studentske, umetničke i naučne radove (1973), Otkupnu nagradu Umjetničke galerije BiH na Sarajevskom salonu (Sarajevo, 1974), Nagradu za slikarstvo na XVI oktobarskom salonu (Beograd, 1975), Šestoaprilsku nagradu grada Sarajeva (1978), Nagradu za slikarstvo na VII izložbi SULUJ-a (Skoplje, 1981), Otkupnu nagradu Umjetničke galerije na X jesenjem salonu (Banja Luka, 1981), Nagradu za slikarstvo na jugoslovenskoj izložbi (Cetinje, 1988), Veliku nagradu na Bijenalu pejzaža (Novi Sad, 2000), Počasnu nagradu "Prsten despota Đurđa Smederevca" sa poveljom (Smederevo, 2003), Nagradu na "Petom bijenalu akvarela Srbije i Crne Gore" (Zrenjanin, 2003).

## Spoljašnje veze
- Likovna kolonija Hilandar, Lalic